# Roseanna Vitro
Roseanna Elizabeth Vitro (Hot Springs, 28 februari 1951) is een Amerikaanse jazzzangeres.

## Biografie
Roseanna Vitro begon haar carrière als zangeres tijdens de jaren 1970 in Houston met de interpretatie van blues- en rocksongs.Daar had ze een tweejarige verbintenis in de club Green Room, van waaruit wekelijks een radioprogramma werden uitgezonden. In 1980 verhuisde ze naar New York, waar ze werkte bij Lionel Hampton. Daarna nam ze in 1982 haar eerste soloalbum Listen Here (Texas Rose Records) op, waarbij ze werd begeleid door jazzgrootheden als Kenny Barron, Buster Williams en Ben Riley.
Ze vertolkte standards als It Could Happen to You, You Go to My Head en Black Coffee. De artistieke erkenning kreeg ze dan met haar opnamen tijdens de jaren 1990, waaronder Softly (1993) met Fred Hersch en George Coleman en Passion Dance (1994) met Kenny Werner, Gary Bartz, Christian McBride en Elvin Jones. In 2000 nam ze een aan de pianist Bill Evans gewijd album op, waarbij ze begeleid werd door Allen Farnham, Eddie Gomez en Fred Hersch.

## Discografie
- 1993: Softly (Concord  Records)
- 1994: Passion Dance (Telarc)
- 1997: Catchin’ Some Rays met Eddie Henderson, David 'Fathead' Newman, Gary Smulyan
- 2000: Conviction: Thoughts of Bill Evans (A Records) met Allen Farnham
- 2004: Tropical Postcards (A/Challenge Records)
- 2006: Live at the Kennedy Center (Challenge Records)